# Округ Берти (Северна Каролина)
Берти (енгл. Bertie County) је округ у америчкој савезној држави Северна Каролина.

## Демографија
По попису из 2010. године број становника је 21.282, што је 1.509 (7,6%) становника више него 2000. године.
| Група             | 2000.          | 2010.          |
| Белци             | 7.124 (36,0%)  | 7.393 (34,7%)  |
| Афроамериканци    | 12.326 (62,3%) | 13.296 (62,5%) |
| Азијати           | 21 (0,1%)      | 103 (0,5%)     |
| Хиспаноамериканци | 195 (1,0%)     | 267 (1,3%)     |
| Укупно            | 19.773         | 21.282         |